# Albo d'oro del campionato azero di calcio
La pagina elenca le squadre vincitrici del massimo livello del campionato azero di calcio.

## Albo d'oro

### Campionato della città di Baku (1911-1917)
- 1911 : British Club
- 1912 : British Club
- 1913 : Idmanchi
- 1914 : Idmanchi
- 1915 : Idmanchi
- 1916 : Balakhany Football Society
- 1917 : Sokol

### Campionato della Repubblica Socialista Sovietica Azera (1928-1991)
- 1928 :  Progress-2 Baku
- 1929-33 : non disputato
- 1934 : Profsoyuz Baku
- 1935 : Stroitel Yuga Baku
- 1936 : Stroitel Yuga Baku
- 1937 : Lokomotiv Baku
- 1938 : Lokomotiv Baku
- 1939 : Lokomotiv Baku
- 1940 : Lokomotiv Baku
- 1941 : Non disputato
- 1942 : Non disputato
- 1943 : Non disputato
- 1944 : Dinamo Baku
- 1945 : Non disputato
- 1946 : Lokomotiv Baku
- 1947 : Trudovye Rezervy Baku
- 1948 : KKF Baku
- 1949 : KKF Baku
- 1950 : Iskra Baku
- 1951 : Ordgonikidzeneft Baku
- 1952 : Ordgonikidzeneft Baku
- 1953 : Ordgonikidzeneft Baku
- 1954 : Zavod im. S.M.Budennogo Baku
- 1955 : Ordgonikidzeneft Baku
- 1956 : NPU Ordgonikidzeneft Baku
- 1957 : NPU Ordgonikidzeneft Baku
- 1958 : NPU Ordgonikidzeneft Baku
- 1959 : Baku Teams (Spartachiadi)
- 1960 : SKA Baku
- 1961 : Spartak Kuba
- 1962 : SKA Baku
- 1963 : Araz Baku
- 1964 : Polad Sumgait
- 1965 : Vostok Baku
- 1966 : Vostok Baku
- 1967 : Araz Baku
- 1968 : SKA Baku
- 1969 : Araz Baku
- 1970 : SKA Baku
- 1971 : Khimik Sol'yany
- 1972 : Suruhanez Baku
- 1973 : Araz Baku
- 1974 : Araz Baku
- 1975 : Araz Baku
- 1976 : Araz Baku
- 1977 : Karabakh Stepanakert
- 1978 : SKIF Baku
- 1979 : SKA Baku
- 1980 : Energetik Ali-Bakhramly
- 1981 : Guandglik Baku
- 1982 : Tokhudgu Baku
- 1983 : Termist Baku
- 1984 : Termist Baku
- 1985 : Khazar Sumgait
- 1986 : Goyazan Kazakh
- 1987 : Araz Nakhichevan
- 1988 : Karabah Agdam
- 1989 : Stroitel Sabirabad
- 1990 : Karabah Agdam
- 1991 : Khazar Sumgait

### Post indipendenza
| Anno      | Vincitore          | Secondo posto  | Capocannoniere |               |
| --------- | ------------------ | -------------- | --- | ------------- |
| 1992      | Neftçi Baku (1)    | Xəzər Sumqayit | Nazim Əliyev (Xəzər Sumqayit, 39 reti) |               |
| 1993      | Qarabağ (1)        | Xəzər Sumqayit | Samir Ələkbərov (Neftçi Baku, 16 reti) |               |
| 1993-1994 | Turan Tovuz (1)    | Qarabağ        | Musa Qurbanov (Turan Tovuz, 35 reti) |               |
| 1994-1995 | Gəncə (1)          | Turan Tovuz    | Nazim Əliyev (Neftçi Baku, 27 reti) |               |
| 1995-1996 | Neftçi Baku (2)    | Gəncə          | Nazim Əliyev (Neftçi Baku, 23 reti) |               |
| 1996-1997 | Neftçi Baku (3)    | Qarabağ        | Qurban Qurbanov (Neftçi Baku, 25 reti) |               |
| 1997-1998 | Gəncə (2)          | FK Baku        | Nazim Əliyev (Dinamo Baku, 23 reti) |               |
| 1998-1999 | Gəncə (3)          | Qarabağ        | Asay Bahramov (Vilash Masalli, 24 reti) |               |
| 1999-2000 | Şəmkir (1)         | Gəncə          | Badri Kvaratsxeliya (Şəmkir, 16 reti) |               |
| 2000-2001 | Şəmkir (2)         | Neftçi Baku    | Pasha Aliyev (Bakili Baku, 13 reti) |               |
| 2001-2002 | Abbandonato        | Abbandonato    | Abbandonato | Abbandonato   |
| 2002-2003 | Non disputato      | Non disputato  | Non disputato | Non disputato |
| 2003-2004 | Neftçi Baku (4)    | Şəmkir         | Samir Musayev (Qarabağ, 20 reti) |               |
| 2004-2005 | Neftçi Baku (5)    | Neftçi Baku    | Zaur Ramazanov (Karvan, 21 reti) |               |
| 2005-2006 | FK Baku (1)        | Karvan         | Yacouba Bamba (Karvan, 16 reti) |               |
| 2006-2007 | Xəzər-Lənkəran (1) | Neftçi Baku    | Zaur Ramazanov (Xəzər-Lənkəran, 20 reti) |               |
| 2007-2008 | Keşlə (1)          | Olimpik Baku   | Xəqani Məmmədov (İnter Baku, 19 reti) |               |
| 2008-2009 | FK Baku (2)        | İnter Baku     | Walter Guglielmone (İnter Baku, 17 reti) |               |
| 2009-2010 | İnter Baku (2)     | FK Baku        | Fərid Quliyev (Standard Sumqayıt, 16 reti) |               |
| 2010-2011 | Neftçi Baku (6)    | Xəzər-Lənkəran | Georgi Adamia (Qarabağ, 18 reti) |               |
| 2011-2012 | Neftçi Baku (7)    | İnter Baku     | Bahodir Nasimov (Neftçi Baku, 16 reti) |               |
| 2012-2013 | Neftçi Baku (8)    | Qarabağ        | Nicolás Canales (Neftçi Baku, 26 reti) |               |
| 2013-2014 | Qarabağ (2)        | İnter Baku     | Reynaldo (Qarabağ, 22 reti) |               |
| 2014-2015 | Qarabağ (3)        | İnter Baku     | Nurlan Novruzov (Baku, 15 reti) |               |
| 2015-2016 | Qarabağ (4)        | Zirə           | Quintana (Qarabağ, 15 reti) |               |
| 2016-2017 | Qarabağ (5)        | Qəbələ         | Filip Ozobić (Qəbələ, 11 reti) Rauf Əliyev (İnter Baku, 11 reti)                                                                               |               |
| 2017-2018 | Qarabağ (6)        | Qəbələ         | Bagaliy Dabo (Qəbələ, 13 reti) |               |
| 2018-2019 | Qarabağ (7)        | Neftçi Baku    | Mahir Emreli (Qarabağ, 16 reti) |               |
| 2019-2020 | Qarabağ (8)        | Neftçi Baku    | Mahir Emreli (Qarabağ, 7 reti) Steven Joseph-Monrose (Neftçi Baku, 7 reti) Bagaliy Dabo (Neftçi Baku, 7 reti) Peyman Babaei (Sumqayıt, 7 reti) |               |
| 2020-2021 | Neftçi Baku (9)    | Qarabağ        | Namiq Ələsgərov (Neftçi Baku, 19 reti) |               |
| 2021-2022 | Qarabağ (9)        | Neftçi Baku    | Kady (Qarabağ, 12 reti) |               |
| 2022-2023 | Qarabağ (10)       | Sabah          | Ramil Şeydayev (Qarabağ, 22 reti) |               |
| 2023-2024 | Qarabağ (11)       | Zirə           | Juninho (Qarabağ, 20 reti) |               |
| 2024-2025 | Qarabağ (12)       | Zirə           | |               |

### Campionati vinti per squadra dal 1992
| Squadra        | Città    | Titoli | Stagioni |
| -------------- | -------- | ------ | --- |
| Qarabağ        | Ağdam    | 11     | 1993, 2013-2014, 2014-2015, 2015-2016, 2016-2017, 2017-2018, 2018-2019, 2019-2020, 2021-2022, 2022-2023, 2023-2024 |
| Neftçi Baku    | Baku     | 9      | 1992, 1995-1996, 1996-1997, 2003-2004, 2004-2005, 2010-2011, 2011-2012, 2012-2013, 2020-2021                       |
| Gəncə          | Gäncä    | 3      | 1994-1995, 1997-1998, 1998-1999                                                                                    |
| Şəmkir         | Shamkir  | 2      | 1999-2000, 2000-2001                                                                                               |
| Keşlə          | Baku     | 2      | 2007-2008, 2009-2010                                                                                               |
| FK Baku        | Baku     | 2      | 2005-2006, 2008-2009                                                                                               |
| Xəzər-Lənkəran | Lankaran | 1      | 2006-2007 |
| Turan Tovuz    | Tovuz    | 1      | 1993-1994 |